# ジェイソン・デルーロ (アルバム)
『ジェイソン・デルーロ』は、アメリカの歌手ジェイソン・デルーロの1枚目のスタジオ・アルバムである。2010年3月2日発売。発売元はワーナー。

## 収録曲
1. ワッチャ・セイ、僕のせい - Whatcha Say(3:42)
2. ライディン・ソロ - Ridin' Solo(3:36)
3. イン・マイ・ヘッド - In My Head(3:18)
4. ザ・スカイズ・ザ・リミット - The Sky's the Limit(3:42)
5. ホワット・イフ - What If(3:22)
6. ラヴ・ハングオーヴァー - Love Hangover(3:19)
7. アンコール - Encore(3:43)
8. フォールン - Fallen(3:15)
9. ブラインド - Blind(3:35)
10. ストロボライト - Strobelight(3:02)
11. クイーン・オブ・ハーツ - Queen of Hearts(2:57)
12. イン・マイ・ヘッド (リズム・リミックス) - In My Head(Rhythm Remix)(3:18)
13. ワッチャ・セイ、僕のせい (アコースティック) - Whatcha Say (Acoustic Version)(3:42)
14. ワッチャ・セイ (クラブジャンパーズ・リミックス・ラジオ) - Whatcha Say(Klubjumpers Radio Remix)(4:02)
15. ワッチャ・セイ (ジョニー・ヴィシャス・リミックス) - Whatcha Say(Johnny Vicious Remix)(7:32)
16. ワッチャ・セイ (ワワ・リミックス・ラジオ) - Whatcha Say(Wawa Radio Remix) (3:24)